# Bikar

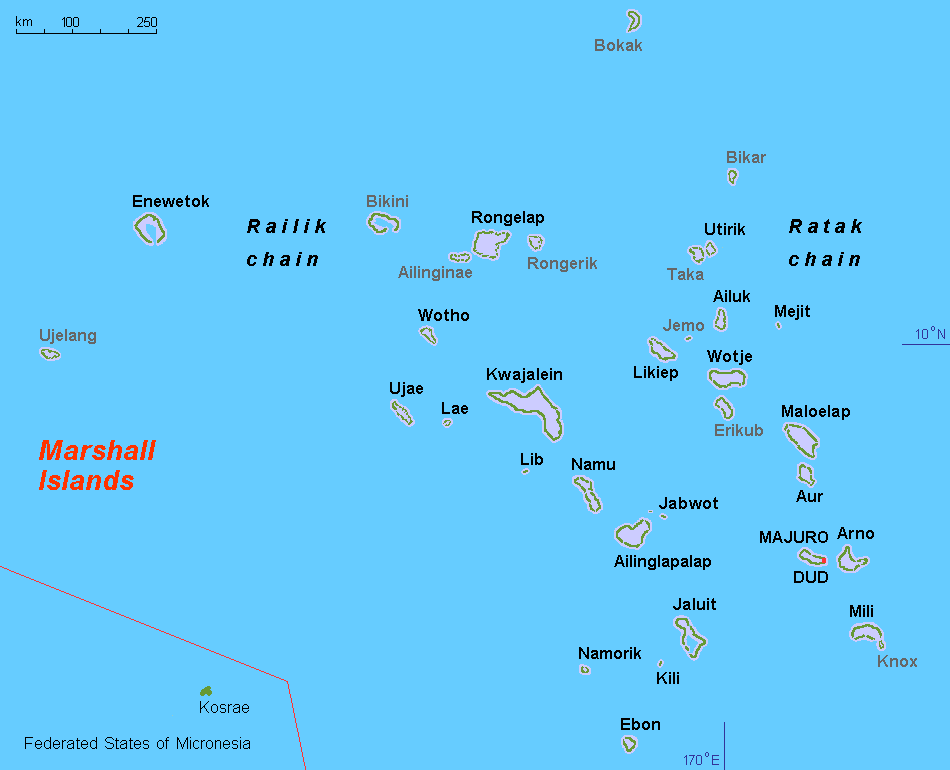
Marshallöarna, Bikar näst högst upp på kartan

Bikar (Marshallesiska Pikaar) är en atoll bland Rataköarna i norra Stilla havet och tillhör Marshallöarna.

## Geografi
Bikar ligger ca 585 km norr om huvudön Majuro och ca 85 km norr om Utirikatollen. 
Atollen är en korallatoll och har en total areal om ca 37, 9 km² med en längd på ca 13 km och ca 8 km bred. Landmassan är på ca 0,49 km² och en lagun på ca 37,40 km² (1). Atollen består av ca 6 öar och den högsta höjden är på endast ca 12 m ö.h. (2). De större öarna är:
- Bikar, huvudön,
- Almani
- Jabwelo
- Jaboero

Förvaltningsmässigt utgör den obebodda atollen en egen "municipality" (kommun).

## Historia
Rataköarna har troligen bebotts av mikronesier sedan cirka 1000 f.Kr. och några öar upptäcktes redan 1526 av spanske kaptenen Alonso de Salazar.
Bikar upptäcktes 1840 av franske kapten de Rosamel på fartyget "Danaide" (3). Öarna hamnade senare under spansk överhöghet.
Neuguinea-Compagnie, ett tyskt handelsbolag köpte ögruppen från Spanien och etablerades sig på Rataköarna kring 1885 och öarna blev då ett eget förvaltningsområde tills de i oktober 1885 blev ett tyskt protektorat och då blev del i Tyska Nya Guinea.
Under första världskriget ockuperades området i oktober 1914 av Japan som även erhöll förvaltningsmandat, det Japanska Stillahavsmandatet, över området av Nationernas förbund vid Versaillesfreden 1919.
Under andra världskriget erövrade USA området 1944. Därefter hamnade ögruppen under amerikansk överhöghet. 1947 utsågs Marshallöarna tillsammans med hela Karolinerna till "Trust Territory of the Pacific Islands" av Förenta nationerna och förvaltades av USA.